# John Kirby (Admiral)

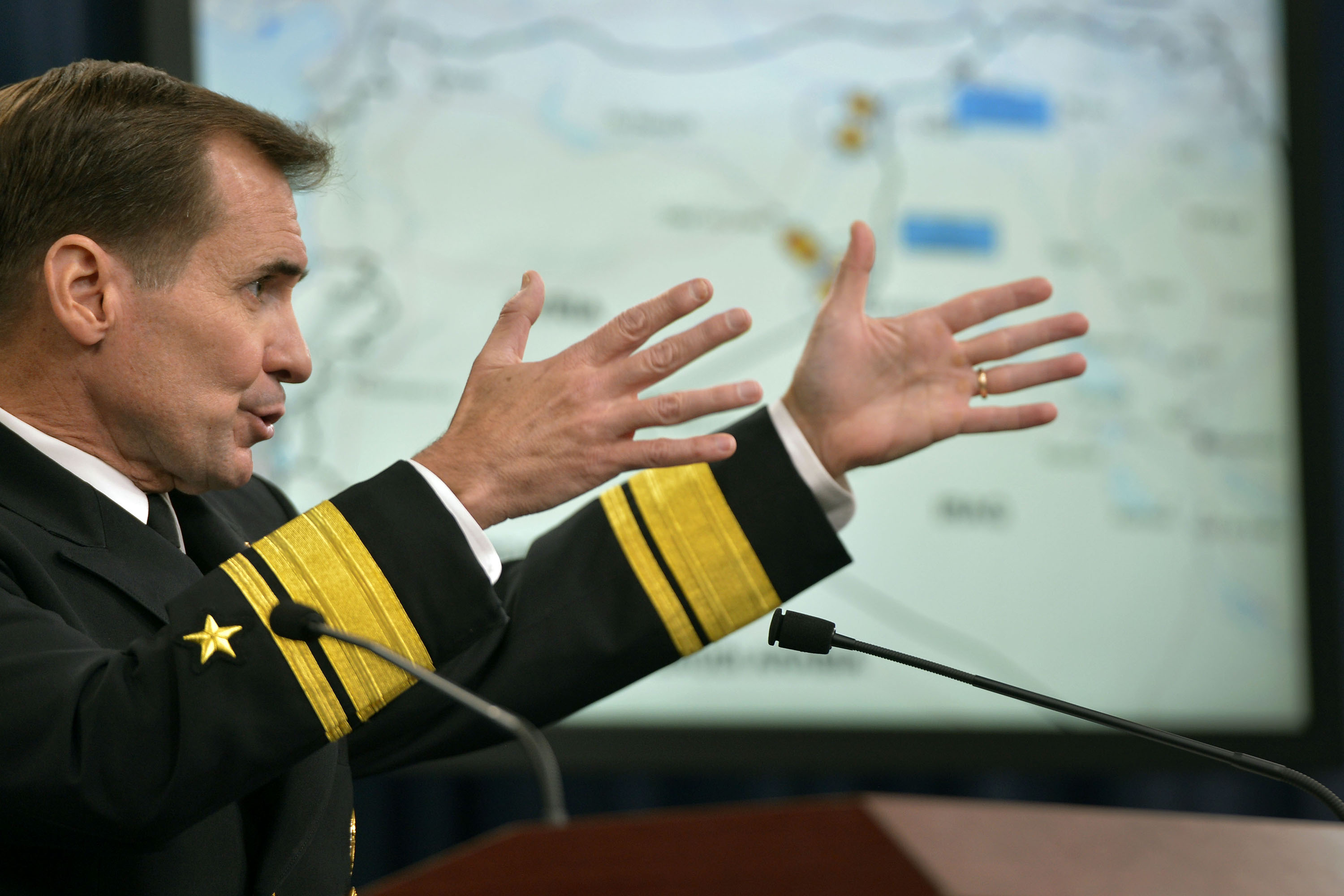
John Kirby als Pressesprecher im Pentagon (2014)

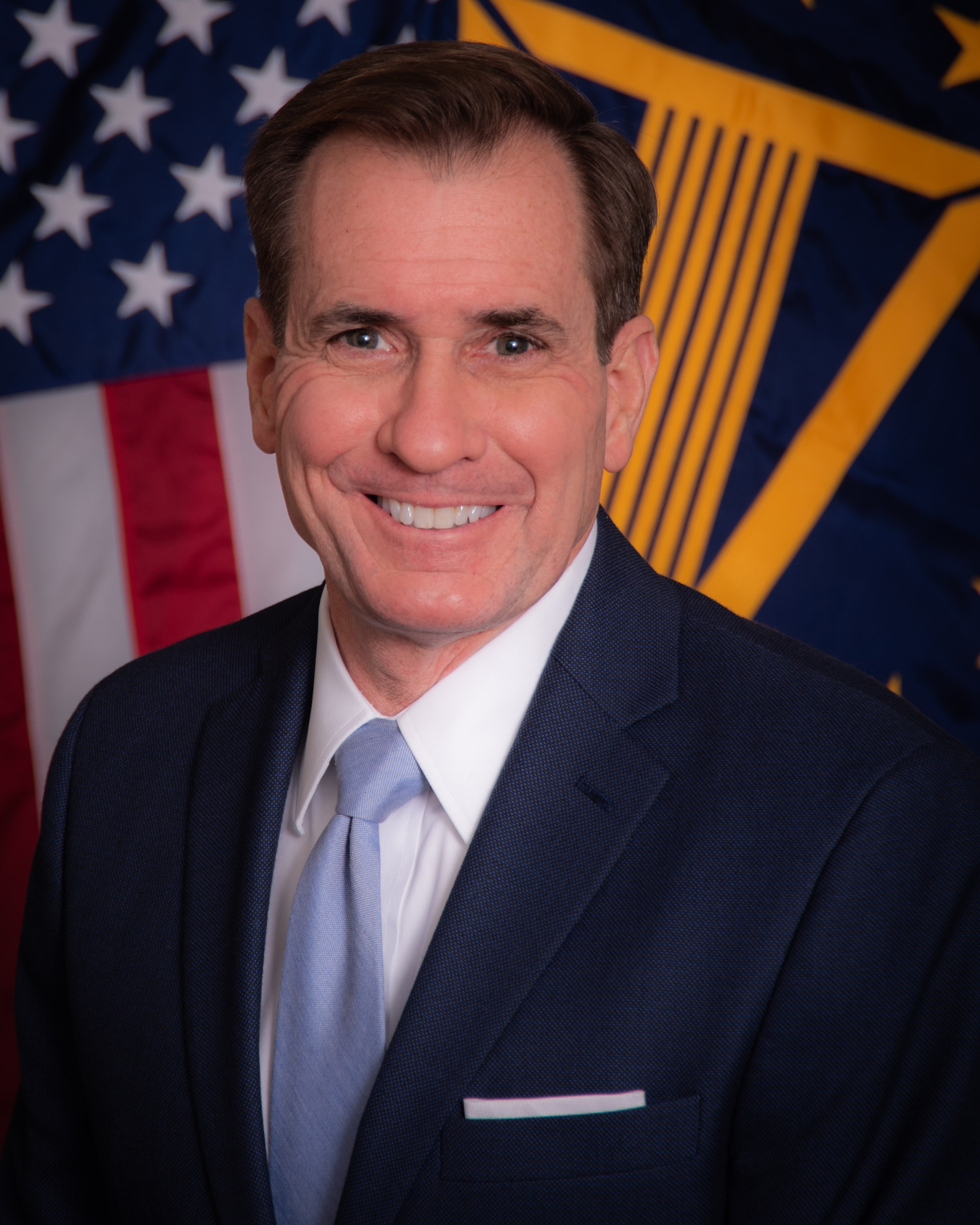
John Kirby (2021)

John Francis Kirby (* 1963 in Saint Petersburg) ist ein US-amerikanischer Offizier und ehemaliger Konteradmiral der United States Navy. Von April 2015 bis Januar 2017 war er Pressesprecher des US-Außenministeriums, als Nachfolger von Jen Psaki, die als Kommunikationsdirektorin ins Weiße Haus wechselte. Er war von Januar 2021 bis Mai 2022 Sprecher des US-Verteidigungsministeriums. Von Mai 2022  bis Januar 2025 war er Kommunikationsdirektor des United States National Security Council.

## Leben
John F. Kirby wuchs in Saint Petersburg, Florida auf und studierte Geschichte an der University of South Florida. Nach seinem Bachelor of Arts in Geschichte im Jahr 1985 erwarb er zwei weitere Abschlüsse: einen Master of Science in Internationalen Beziehungen an der Troy State University und am Naval War College einen Master of Arts in Nationaler Sicherheit und Strategie.
Kirby absolvierte die Offizierskandidatenschule in Newport, Rhode Island, und wurde 1986 in Dienst gestellt. Auf dem Flugzeugträger Forrestal und dem Kommandoschiff für amphibische Kriegsführung Mount Whitney war er Offizier für Öffentlichkeitsarbeit.
Im Dezember 2013 ernannte US-Verteidigungsminister Chuck Hagel ihn zum Pressesprecher des Pentagon. Der republikanische Senator John McCain bezeichnete Kirby in einem Interview einer konservativen Radio-Show 2014 als Idioten, weil Kirby als Pentagon-Pressesprecher McCains Einschätzung, Daesh sei am Gewinnen, widersprochen hatte.
2017 ging Kirby mit dem Rang eines Konteradmirals in Ruhestand. Von da an wurde er fester militärischer und diplomatischer Berater für CNN/CNN International.
Im Januar 2021 wurde er Sprecher des US-Verteidigungsministeriums ("Assistant to the Secretary of Defense for Public Affairs") und von Mai 2022 bis 2025 Kommunikationsdirektor des Nationalen Sicherheitsrates der USA.

## Auszeichnungen
- Defense Superior Service Medal
- Legion of Merit
- Meritorious Service Medal (4 ×)
- Joint Service Commendation Medal
- Navy & Marine Corps Commendation Medal (4 ×)
- Navy & Marine Corps Achievement Medal